# Paul Kruger
Paul Johannes Kruger (vzdevek Oom Paul, stric Paul), burski politik, * 1825, † 1904, Montreux, Švica.
Leta 1883 je bil izvoljen za predsednika Transvaala.